# Louis Dutfoy
Louis Charles Marie Dutfoy (12. januar 1860 i Marseille - 7. august 1904 smst) var en fransk skytte som deltog i OL 1900 i Paris.
Dutfoy vandt en sølvmedalje i skydning under OL 1900 i Paris. Han kom på en andenplads i holdkonkurrencen i 50 m pistol.
De andre på holdet var Achille Paroche, Léon Moreaux, Jules Trinité og Maurice Lecoq.